# Tell All Your Friends
Tell All Your Friends – debiutancki studyjny album zespołu Taking Back Sunday. Materiał zarejestrowano w New Jersey w Big Blue Meanie Recording Studio. Krążek wydano we współpracy z wytwórnią Victory Records. Producentem płyty był Sal Villanueva, dźwiękiem zajął się Tim Gilles. Album pojawił się w sprzedaży 26 marca 2002 roku. Na krążku znajduje się 10 utworów. Całość trwa w sumie 33 minuty i 46 sekund. Na płycie znalazły się 4 single. Album pierwotnie miał nosić nazwę "Cute Without The 'E' (Cut From The Team)", ale ostatecznie grupa zdecydowała się nazwać go "Tell All Your Friends".

## Lista utworów
1. "You Know How I Do" – 3:21
2. "Bike Scene" – 3:35
3. "Cute Without The 'E' (Cut From The Team)" – 3:33
4. "There's No 'I' In Team" – 3:48
5. "Great Romances Of The 20th Century" – 3:35
6. "Ghost Man On Third" – 3:59
7. "Timberwolves At New Jersey" – 3:23
8. "The Blue Channel" – 2:30
9. "You're So Last Summer" – 2:59
10. "Head Club" – 3:02

CD Bonus
1. "The Ballad Of Sal Villanueva" – 3:52
2. "Cute Without The 'E' (Cut From The Team)" (wersja akustyczna)

DVD Bonus
1. "Cute Without The 'E' (Cut From The Team)"
2. "Great Romances Of The 20th Century"
3. "You're So Last Summer"
4. "Timberwolves At New Jersey" (Promo)

## Single
- "Cute Without The 'E' (Cut From The Team)"
- "Great Romances Of The 20th Century"
- "You're So Last Summer"
- "Timberwolves At New Jersey"

## Twórcy
- Eddie Reyes – gitara
- Mark O'Connell – perkusja
- Shaun Cooper – bass
- John Nolan – gitara, klawisze, pianino, wokal
- Adam Lazzara – wokal
- Michelle Nolan – wokal wspomagający